# El Assafia
El Assafia est une commune de la wilaya de Laghouat en Algérie.

## Géographie
La commune se trouve aux portes du Sahara algérien, dans la Daïra de Sidi Makhlouf dans la Wilaya de Lagouat, ses communes limitrophes sont Lagouat, Sidi Makhlouf, Sed Rahal, Ksar El Hirane et Bennasser Benchohra.
| Laghouat | Sidi Makhlouf       | Sed Rahal      |
| Laghouat | El Assafia          | Sed Rahal      |
| Laghouat | Bennasser Benchohra | Ksar El Hirane |